# Chuột Super NES
Chuột Super NES, hay còn gọi là Super Famicom Mouse (スーパーファミコンマウス Sūpā Famikon Mausu) khi bán ra tại Nhật Bản, là thiết bị ngoại vi do Nintendo tạo ra cho Super Nintendo Entertianment System. Nó được phát hành lần đầu vào ngày 14 tháng 7 năm 1992 tại Nhật Bản, vào tháng 8 năm 1992 tại Bắc Mỹ và vào ngày 10 tháng 12 năm 1992 tại Châu Âu. Được thiết kế ban đầu chỉ dùng để sử dụng với Mario Paint, Super NES Mouse đã được bán trong một gói kèm với trò chơi và bao gồm một miếng lót chuột bằng nhựa. Ngay sau khi được giới thiệu, một số tựa trò chơi khác đã được phát hành với sự hỗ trợ của Mouse.
Mặc dù thiết bị này gần giống và bắt chước chức năng của chuột máy tính hai nút, nhưng nó nhỏ hơn so với hầu hết chuột máy tính thời đó và có dây ngắn hơn đáng kể so với tay cầm Super NES tiêu chuẩn.

## Danh sách các trò chơi tương thích
Chuột Super NES được hỗ trợ bởi nhiều trò chơi trong suốt thời gian tồn tại và, thậm chí với cả phụ kiện Super Game Boy. Một số trò chơi được phát hành sau đó như Super Mario All-Stars, Tetris & Dr. Mario, Yoshi's Island, và Kirby Super Star đã đưa ra một thông báo cho thấy chuột không tương thích với trò chơi đó.

Đây là danh sách không đầy đủ các trò chơi có hỗ trợ chuột: 
- Acme Animation Factory[1]
- Advanced Dungeons & Dragons: Eye of the Beholder[2]
- Alice no Paint Adventure (độc quyền Nhật Bản)
- Arkanoid: Doh It Again
- Asameshimae Nyanko (độc quyền Nhật Bản)
- Bishoujo Senshi Sailor Moon S: Kondo wa Puzzle de Oshiokiyo! (độc quyền Nhật Bản)
- Brandish 2: Expert (độc quyền Nhật Bản)
- BreakThru!
- Cameltry (được gọi là On the Ball ở Bắc Mỹ và Vương quốc Anh)
- Cannon Fodder (chỉ vùng PAL)
- Dai-3-ji Super Robot Taisen (độc quyền Nhật Bản)
- Dai-4-ji Super Robot Taisen (độc quyền Nhật Bản)
- Dōkyūsei 2 (độc quyền Nhật Bản)
- Doom (uses port 1)
- Dragon Knight 4 (độc quyền Nhật Bản)
- Dynamaite: The Las Vegas (độc quyền Nhật Bản)
- Farland Story 2 (độc quyền Nhật Bản)
- Fun 'n Games
- Galaxy Robo (độc quyền Nhật Bản)
- Hiōden: Mamono-tachi tono Chikai (độc quyền Nhật Bản)
- J.R.R. Tolkien's The Lord of the Rings: Volume 1
- Jurassic Park
- King Arthur's World
- Koutetsu no Kishi (độc quyền Nhật Bản)
- Koutetsu no Kishi 2: Sabaku no Rommel Shougun (độc quyền Nhật Bản)
- Koutetsu no Kishi 3: Gekitotsu Europe Sensen (độc quyền Nhật Bản)
- Kid Kirby (không phát hành)
- Lamborghini American Challenge
- Lemmings 2: The Tribes
- Lord Monarch (độc quyền Nhật Bản)
- Mario no Super Picross (độc quyền Nhật Bản)
- Mario Paint[1]
- Mario & Wario (độc quyền Nhật Bản)[3]
- Mario's Early Years: Fun with Letters
- Mario's Early Years: Fun with Numbers
- Mario's Early Years: Preschool Fun
- Mega lo Mania (chỉ vùng PAL)
- Might and Magic III
- Motoko-chan no Wonder Kitchen (độc quyền Nhật Bản)
- Nobunaga's Ambition
- Operation Thunderbolt[1]
- Pieces[4]
- Populous II: Trials of the Olympian Gods (chỉ vùng PAL)
- PowerMonger (PAL/Nhật Bản)
- Revolution X
- Sangokushi Seishi: Tenbu Spirits (độc quyền Nhật Bản)
- Sgt. Saunders' Combat! (độc quyền Nhật Bản)
- Shanghai - Banri no Choujou (độc quyền Nhật Bản)
- Shanghai III (độc quyền Nhật Bản)
- Shien's Revenge
- Sid Meier's Civilization
- SimAnt: The Electronic Ant Colony
- Snoopy Concert (độc quyền Nhật Bản)
- Sound Fantasy (không phát hành)
- SpellCraft: Aspects of Valor (không phát hành)
- Super Caesars Palace
- Super Castles (độc quyền Nhật Bản)
- Super Pachi-Slot Mahjong (độc quyền Nhật Bản)
- Super Solitaire
- T2: The Arcade Game[5]
- Tin Star[1]
- Tokimeki Memorial: Densetsu no Ni no Shita de (độc quyền Nhật Bản)
- Troddlers
- Utopia: The Creation of a Nation
- Vegas Stakes[1]
- Warrior of Rome III (không phát hành)
- Wolfenstein 3D
- Wonder Project J: Kikai no Shounen Pino (độc quyền Nhật Bản)
- Zan II Spirits (độc quyền Nhật Bản)
- Zan III Spirits (độc quyền Nhật Bản)
- Zico Soccer (độc quyền Nhật Bản)